# Elisabeth Knechtl
Elisabeth Knechtl (21 de junio de 1971) es una deportista austríaca que compitió en esgrima, especialista en la modalidad de espada. Ganó una medalla de plata en el Campeonato Europeo de Esgrima de 1992, en la prueba individual.

## Palmarés internacional
| Campeonato Europeo | Campeonato Europeo | Campeonato Europeo | Campeonato Europeo |
| Año                | Lugar              | Medalla            | Prueba             |
| ------------------ | ------------------ | ------------------ | ------------------ |
| 1992               | Lisboa (Portugal)  | Medalla de plata   | Espada individual  |